# Dilophus pictilis
Dilophus pictilis är en tvåvingeart som beskrevs av Hardy och Mercedes Delfinado 1969. Dilophus pictilis ingår i släktet Dilophus och familjen hårmyggor.
Artens utbredningsområde är Filippinerna. Inga underarter finns listade i Catalogue of Life.